# (453) Tea
(453) Tea – planetoida z pasa głównego asteroid.

## Odkrycie
Została odkryta 22 lutego 1900 roku w Observatoire de Nice w Nicei przez Auguste Charloisa. Pochodzenie nazwy planetoidy nie jest znane. Przed nadaniem nazwy planetoida nosiła oznaczenie tymczasowe (453) 1900 FA.

## Orbita
(453) Tea okrąża Słońce w ciągu 3 lat i 83 dni w średniej odległości 2,18 j.a. Planetoida należy do rodziny planetoidy Flora nazywanej też czasem rodziną Ariadne.